# 비통한 밤
비통한 밤(스페인어: La Noche Triste 라 노체 트리스테[*])은 1520년 6월 30일 밤을 말하는 것으로, 에르난 코르테스의 멕시코 정복에 있어 중요한 사건이었다.
테노치티틀란에 입성한 코르테스가 자신을 토벌하러 온 판필로 데 나르바에스를 영격하러 나간 사이 코르테스의 대리였던 페드로 데 알바라도가 톡스카틀의 학살을 일으키자 아스텍인들의 폭동이 발생했다. 도시 안의 에스파냐인들은 절반 가량이 죽고 그들의 인질로 잡혀 있던 모테크소마 쇼코요친도 혼란 중에 죽었다. 서둘러 테노치티틀란으로 귀환한 코르테스는 수적으로 압도되어 동맹국인 틀락스칼란으로 후퇴했다.

## 같이 보기
- 멕시코의 역사